# Kraina Wielkopolsko-Pomorska
Kraina Wielkopolsko-Pomorska – kraina przyrodniczo-leśna w północno-zachodniej Polsce obejmująca środkową i zachodnią część Niżu Polskiego zwanego też Pasem Wielkich Dolin. Tworzą je 3 regiony geograficzne oddzielone pradolinami z czego część północno-wschodnia to Pojezierze Południowopomorskie, oddzielone Pradoliną Noteci, część środkowa położona jest pomiędzy Pradoliną Noteci a Pradoliną Warciańsko-Odrzańską i stanowi ono Pojezierze Wielkopolsko-Kujawskie, a część południowa wchodzi w skład Niziny Południowowielkopolskiej.
Lesistość krainy wynosi ok. 30%.
W Krainie Wielkopolsko-Pomorskiej przeważa klimat Wielkich Dolin, a jedynie na jej wschodnich krańcach odczuwa się wpływ klimatu kontynentalnego.
Cała kraina z wyjątkiem jej południowego obrzeża, leży w zasięgu ostatniego zlodowacenia bałtyckiego i środkowopolskiego i charakteryzuje się polodowcowymi jeziorami, wysoczyznami i polami sandrowymi. Gleby są więc w większości pochodzenia lodowcowego i są to głównie gleby piaszczyste, często występujące z glinami. W dolinach występują gleby podmokłe i zabagnione,
Największą powierzchnię zajmują siedliska boru świeżego – ok. 55%, boru mieszanego świeżego -ok. 18% i boru suchego – ok. 12%. Największy w Polsce udział siedlisk borowych, a najmniejszy lasowych. Obszary leśne znajdują się głównie na północnym zachodzie krainy, gdzie znajdują się większe kompleksy leśne w postaci lasów i puszcz: Puszczy Lubuskiej, Puszczy Bydgoskiej, Puszczy Noteckiej, Borów Zielonogórskich, Borów Krajeńskich, Borów Tucholskich, Lasów Wielkopolskich i Dąbrów Krotoszyńskich,
W składzie gatunkowym drzewostanów panuje sosna, tworząc jednogatunkowe drzewostany z domieszką brzozy. Natomiast na siedliskach lasów i borów mieszanych przeważają drzewostany mieszane, wielopiętrowe, gdzie gatunkiem dominującym jest sosna z udziałem dębu i buka. Na siedliskach żyźniejszych sosna tworzy drzewostany z domieszką brzozy, modrzewia, lipy, graba, osiki, a miejscami z udziałem świerka.,
Kraina Wielkopolsko-Pomorska dzieli się na 8 dzielnic:
1. Dzielnica Borów Tucholskich
2. Dzielnica Pojezierza Krajeńskiego
3. Dzielnica Pojezierza Dobrzyńsko-Chełmińskiego
4. Dzielnica Borów Nadnoteckich
5. Dzielnica Nakielsko-Włocławska
6. Dzielnica Pojezierza Lubuskiego
7. Dzielnica Niziny Wielkopolsko-Kujawskiej
8. Dzielnica Krotoszyńska